# Quetrequén
Quetrequén é um município da província de La Pampa, na Argentina.